# Sabato
El Sabato o Sabbato (en llatí: Sabatus) és un riu d'Itàlia afluent per la dreta del Calore Irpino (que desaigua al Volturno). El seu nom antic era Sabatus. Per l'esquerra rep el rierol Finestrelle.
El riu no es menciona per cap autor antic, però se sap que era un riu de Sàmnium, al país dels hirpins, i un dels afluents del Calore, amb el qual s'uneix sota les muralles de Beneventum. Titus Livi esmenta els sabatini entre els habitants de la Campània que van ser castigats perquè es van unir a Hanníbal a la Segona Guerra Púnica. Els sabatini serien la gent que habitava la vall de Sabatus, o potser hi havia una ciutat del mateix nom a la vora del riu.